# パカパカパッション
パカパカパッションは、プロデュースが開発し、ナムコ（後のバンダイナムコエンターテインメント）がアーケードゲームとして発売した音楽ゲーム、および一連のシリーズである。
キャッチフレーズは「バトルでセッション 音楽は戦いです」（インストラクションカードより）。「パカパカパッション」の権利は、現在株式会社D4エンタープライズが所有している。また同社により商標も出願され、2011年に登録されている。

## 概要
本作は、1曲に対して1つの楽器で難度別の譜面をプレイするという当時の主流の音楽ゲームを逆手に取り、
- 1つの楽曲につき、ピアノ、キーボード、ギター、ドラムなど4つの中から好きなパートを選択可能。
- 2人プレイのみならず、1人プレイにおいても対戦を主体としたルール。
- 専用筐体が存在せず、アーケードゲームの汎用筐体（サイバーリード、ブラストシティ、ニューアストロシティなど）で稼働可能[3]。
- 従来の音楽ゲームのように判定線が1ヶ所に固定されておらず、逆に譜面が固定表示されて判定線が動く（後述）

などの特徴がある。コントロールパネルは大きめのボタンを備えた本作専用のものを用いる（通常の汎用ボタンでも可能）。
同タイトルの楽曲を収録したサントラCDは、有限会社ツーファイブより発売されている（後述）。

## シリーズ作品
業務用は全3作。SYSTEM12基板を使用している。
- パカパカパッション（1998年11月稼働）

記念すべきシリーズ第1作目。業務用販促チラシには「PCBキットだから人気のリズムアクション（音楽ゲーム）がローコスト」と謳っており、低価格の基板により通常筐体でプレイ可能であること、対戦相手との攻防、演奏するパートが違うことなどを積極的にアピールしていた。また、そのチラシ内では「全7ステージ構成」となっていたが、実際の製品版は6ステージ（6曲）となった。当時の音楽ゲームは大型筐体が主流で高額であったことやその販売方法などから入荷できる店舗が限られていたため、ナムコ直営店や個人経営のロケーションを中心に広く稼働することとなった。
- パカパカパッション2（1999年7月稼働）

2作目。前作とは収録曲をすべて入れ替え、全9曲となった。前作ではキャラクターの位置がチップの上で固定されて背景だけが変わっていたものからステージ演出が大幅に進化。フルポリゴンによって様々な角度から映し出す演出となった。また、2人協力プレイモード、「裏キャラクター」（後述）と呼ばれる隠しキャラクターが登場したのもこの作品から。開発中のパカ2は、現在のような攻撃チップの高さではなく「ダメージゲージ」と呼ばれるシステムを使っていた。これは後の協力プレイ時のゲージデザインに近い。ロケテストでも使用することを前提とした為、この開発中の画面を用いたインストカードも製作されていた。
- パカパカパッションスペシャル（1999年12月稼働）

3作目。全収録曲が変更され（曲数は9曲と変わらず）キャラクターの衣装も新たなものとなった。後述の大会モードを搭載している。また、タイトル画面のイラストを変更する機能が搭載されており、四季折々のものから正月、バレンタインデー、雛祭り、クリスマスなどのイベントに合ったものも用意された。
いずれの作品もPlayStation（以下、PS）向けに移植版が発売された。パカパカパッションは1999年6月24日に、パカパカパッション2は2000年4月27日にそれぞれプロデュースから発売された。しかしパカパカパッションスペシャルについては、発売前にプロデュースが業務を停止してしまったために発売が危ぶまれていた。結果的には2002年4月4日に発売元をサイバーフロントに引き継いだ上で発売された。

PS版パカ1については、隠し曲を使えるセーブデータがメディアワークスのゲーム雑誌「電撃Playstation D23」（1999年10月22日号増刊）の付録CDに収録されたことがある。隠し曲を出す条件（後述）が判定の厳しさも相まって難しい為、重宝された。なおこのセーブデータを使うと各パートの％の記録が全てデフォルトで80%になる。
また、PlayStation Store にてゲームアーカイブス向けとしても有料配信されている（当初の発売元はコトブキソリューション）。レイティングは全てCERO：A（全年齢対象）。
- パカパカパッション -  2011年3月25日より配信開始。開始1週間でゲームアーカイブスランキング3位になり、根強い人気を見せつけた。
- パカパカパッション2 - 同年4月13日より配信開始。
- パカパカパッションスペシャル - 同年7月6日より配信開始。これによって全作品が復刻された。

これにより、PlayStation 3、PlayStation Portable、PlayStation Vitaでも本作がプレイできるようになった。なお、このサービスのうちPlayStation Portableでの直接ダウンロードは2016年3月31日をもって終了したため、それ以降にPSPでプレイする場合はPlayStation 3など別の媒体からPlayStation Store にアクセスしてダウンロードした後にPSP本体へデータ移行させる必要がある。
2018年2月1日を以て全シリーズ配信が終了されたが、同年5月23日より、ガンホー・オンライン・エンターテイメントより再び配信開始された。なお、このゲームアーカイブス版をPSP・PS Vitaで遊ぶ場合は1人用のみとなり、対戦などの2人プレイには非対応。当時のリズムパッドにも公式では対応していない。

## 主なシステム

### ステージ構成
パカパカパッション（以後、パカ1と表記。パカパカパッションと表記されている場合はシリーズ全作を指す）はスタンダードモードで3曲設定、スペシャルモードで最大4曲設定である。パカパカパッション2（以後パカ2と表記）、パカパカパッションSP（以後パカSPと表記）はノーマル2曲（パカ2は3曲まで可能）、ハードモードは最大4曲、マニアックモードは最大3曲設定である。ただし、いずれも選べる楽曲の選択肢はステージごとに決まっている。また、BEMANIシリーズのように続編が前作の楽曲を引き継いでいるケースはない（アレンジされて収録された曲は存在する）。曲設定で「最大」としたのは、モードによっては条件を満たさないと次のステージに進めないためである。
さらにPS版では、オリジナルモードや追加曲でステージが多いモード、自由に楽曲を選択できるフリーモードもある。

### 譜面の見方
パカパカパッションの譜面は特殊である。縦のゲージにチップが設置されていて、そこを一定の速度でカーソルが進んでいく。
プレイヤーはそのカーソルが合ったら、配置されている黄、赤、青、緑のチップに合わせて同じ色のボタンを叩いていく。タイミングが完璧に合ったらPerfect、多少ずれていたらGoodが出る（パカ2以降は早かったら赤色、遅かったら青色で表される）。
さらにずれているとnice、大きくズレるか別のチップを叩くとmissと出る。また、カーソルがゲージの最下段まで進むと、再び真上からカーソルが降りてきて、それに伴いチップの配置も入れ替わる。ここが他の音楽ゲームにはない所であり、一応次のチップが分かるように残像は用意してくれているが、このタイミングを掴めないと高得点は取りにくい。
基本は4ボタンでの操作であるが、練習・ノーマルでは赤・青だけの2ボタン操作となっている。
PS版では全コースにおいて2ボタン／4ボタンの選択が可能になっている。ただしここでの2ボタンの場合は本来の黄が赤に、緑が青に変化するため曲によっては逆にやりにくくなるケースもある。
譜面は練習・スタンダード・スペシャルが用意されている（パカ2以降はノーマル・ハード・マニアックと区分される）。練習（ノーマル）、スタンダード（ハード）は1Pプレイ時のみ、1曲の長さのおよそ半分の演奏時間になるように調整されている。
各パートごとに初級（メロディが多い）、中級、上級、そしてパカ2以降からは超上級の4ランクがある。超上級が一番難しいが、パカ2の中には曲によって上級が超上級より遥かに難しいものがある。なお上級・超上級はチップ数が多い傾向にあるので、スコアリング上高得点を稼ぎやすい。
なお、パカパカパッションはシリーズ通して「複数のボタンを同時に押す作業」が一切ない。しかしクリアの鍵を握るPerfectのタイミングは非常にシビアであり、それ以外の判定は僅かなスコア以外の恩恵をもたらさない。その精度は業務用においては3フレーム（秒間60フレームなので、1/20秒の誤差内）であり、家庭用では差異はあるものの（秒間30フレームに対して、PS版パカ1は1フレーム　パカ2以降は2フレーム）厳しいことには変わりなく、この条件下でリズムを正確に叩き込まないといけない。特に上級、超上級はゲージの大半がチップで埋まったような状態になっているので、ある程度の慣れが必要である。
曲の終了時にはパーセンテージ（%）が表示されるが、これは単純にPerfectのみがカウントの対象となる。Missはおろか、GoodやNiceが一度でも出ると100%にならない。例外的に、チップの存在しない部分でボタンを叩いた時に発生するMiss（空打ち）については%表示に影響しない。
音楽ゲームは“ミスさえしなければOK”というルールを採用しているものがほとんどのため、前述の判定のシビアさも相まって『太鼓の達人』などよりも100%を叩き出すことが極めて困難なゲームである。
全作品で、2人のプレイヤーが同じキャラクター（後述）を選ぶ（SPの裏キャラクターは除く）と譜面が正規のものと異なるものが表示され、1P・2Pの左右に分割される。
- パカ1で2人のプレイヤーが同じキャラクターを使うには別途隠しコマンドが必要になる。譜面は1小節ごとに交互に表示される。
- パカ2では表キャラクター同士の場合は裏キャラクターの譜面を分割したもので比較的均等になるが、裏キャラクター同士の場合は2P側だけミラー状態になるため演奏がしにくい。
- パカSPでは、裏キャラクター同士の場合は左右同じ譜面が表示されるようになった。表キャラクターはパカ2同様、裏キャラクターの譜面を比較的均等に分割している。例外的にXL Techno Remixのゲロッパのみ、ゲロッパ同士でも譜面が裏キャラクター（ゲロッパZ）のものが表示される。

### 勝負の仕方
パカパカパッションは他の音楽ゲームと異なり、相手(CP)と小さなチップを送り合う対戦形式がメインとなっている。チップはPerfect判定を出せば相手に送ることが出来、相手が送ってくるチップは相手がPerfectを取れば相殺されるが、逆にmissを続けているとダメージが強くなる。そして、曲終了時にPerfect率のペナルティを加算した結果、小さなチップの量が少ない方が勝ち（プレイヤーが負けた場合はその場でゲームオーバー）となる。特にPerfect率はクリアを決定づける重要な事項であり、ラストステージでない限り、70%以上取っていたならほぼ勝負には勝てる。ただし、Perfect率が低くても終了地点でチップの数で圧倒的に勝っている場合はそのまま勝利することも可能。
なお、このチップがデッドゾーン(LIMIT)に到達すると3カウントが行われ、0になるまでにデッドゾーンより下にチップを下げないとその場で負けとなる（プレイヤーが負けた場合は曲も強制終了）。相手が強制終了した場合はゲームは続行となるが、相手のパートが演じる楽器が消えた状態になるので、曲によっては非常にやりにくくなる。
PS版パカ1（アーケード版はパカ2）から導入された2人協力プレイや、後述するアーケード版パカSPのダブル大会では勝負の概念がない。画面中央下にクリアゲージが表示され、Perfect判定を出すごとに増えていく。ゲージが満タンになるとノルマクリアとなり次のステージに進める。

### 得点について
チップを叩いたタイミングで決まる。そしてPerfectが得点の鍵を握る。このPerfectによる得点はパカ1と以後の2作でシステムが違っており、パカ1の場合200点→400点→600点→800点となり、再び200点→400点…を繰り返すだけであったが、後者の方はPerfectを続けるとコンボがかかり、その間Perfect以外の判定（空打ちのMissを含む）を出さない限り、800点が維持される。他、Goodは100点、Niceは10点が加算される。なお、対戦においては得点表記がない。
パカ2のみ、コマンド入力で「ヒドゥンモード」に入ることにより、得点を1.5倍にすることができる（この状態では隠し曲も全て％にかかわらず選択可能）。ただし譜面の色が消えボタン位置を示す印は全て中央に表示されてしまうため、譜面の完全な暗記が必要になる。パカ2の全国クラスのハイスコアは全てヒドゥンモードで達成されている。
ヒドゥンモード以外でのボーナス得点などの裏ワザはないので、純粋にそのステージでの理論上の最高得点を叩き出せるパートを順番にすべて100%でクリアすればカウンターストップスコアになるが、アーケードゲーム雑誌『ゲーメスト』（廃刊）や『アルカディア』のハイスコア集計でも3作とも未だに達成された報告はない。
2人協力プレイ時は、2人のプレイヤーの合計得点が画面中央上に表示される。

## 大会モード
アーケード版のパカSPから導入されたゲームシステムで、特殊な環境でプレイするモード。譜面ベースはマニアックモードに準じている。
アーケード版では大会発動はランダムで、基板によって発動時期が異なる（概ね周期は2つあるが、属さないものもある。また、基板によってカウントダウンする時刻も異なる）。発動の1週間前にデモ画面に告知が表示される（例：シルバー大会発動まであと7日）。大会モードは1週間発動し、スコアランキングは次の大会モードが発動するまで残る。
PS版ではいつでもプレイ可能で、パカ2にも採用されている。
大会モードは以下の種類がある。
- シルバー

譜面チップの色がすべて銀色になり、白いボタン位置表示がなくなる。パカ2のヒドゥンモードに近いが、得点は1.5倍になることはない。PS版ではチップの色だけが消えて白いボタン表示が残る。
- 真・シルバー

上記のPS版のみに存在する。隠しコマンドを入力することでプレイ可能。アーケード版パカ2のヒドゥンモードと同じ状態になる。
- カラー

譜面チップの白いボタン表示が消える。ただしチップの色は残る。ドラム系など色の変化が少ないものを選ぶとやりやすい。
- ダブル

アーケード版パカSPだけの大会モード。1人で2人分のボタンを使って演奏する。この時は表キャラクターの場合、裏キャラクターの譜面を分割したものになるが、裏キャラクターは両方が同じ譜面（裏）になる。このモードでは協力の概念があるため、3曲目を両方60%以上でクリアすると、4曲目としてPRIVATE SERVICE D.9x5 Remixが登場する。なお、2P側スタートボタンでゲームスタートするとスコアがリセットされるバグがある。
- キャラ

最初にキャラクターを一人選び、固定されたルートで3曲演奏するモード。キャラクターによっては1人プレイでは絶対に出現しない（アーケード版のみ　PS版は1人プレイでも選択可能）PRIVATE SERVICE D.9x5 Remixがルートに含まれているため、最も人気の高いモードである。PS版パカ2では4曲目まであり、最後は必ずCoyoteになる。
- 倍速

パカSPだけの大会モードで、曲が早送りになった状態で演奏する。「倍速」となってはいるが、実際にBPMが2倍になっていない曲もある。
- タイミング

PS版だけの大会モード。譜面を流れる白いタイミングバーが消える。譜面背景の灰色の部分が徐々に減っていくので、それで判断することも可能。
- ミラー

PS版パカSPのみの大会モード。その名のとおり譜面の色が左右逆になる。
- ランダム

PS版パカSPのみ。大会モードでは選べず、ある条件を満たしてフリーモードでコマンド入力することでプレイできる。譜面チップの色の配列が入れ替わる（すべての赤→すべて青になる…などの法則性はある）。

## キャラクターについて
この作品には8人（そのうち2体はロボット）のキャラクターが登場する。彼らは作品のイベントには何の関与もしないが、彼らが楽器を演奏し、勝負を行うというスタイルとなっている。プレイヤーはこのキャラクターを選び、プレイするパートを決める。ゲームクリア時には最後に使用したキャラクターのイラストが表示される。
アーケードゲーム攻略雑誌『ゲーメスト』（廃刊）および『アルカディア￥』において、設定資料集やキャラクターのプロフィールが公開されていた。表キャラクターのみ、インストカードにプロフィールの記載がある（パカ1・パカ2）
キャラクターデザイン画は角屋敦子。3Dキャラクター作成は田沢恵美子が担当。

### 登場キャラクター
- プリカ（担当パート：ブラス、キーボード パカSPはメロディーのみ）

ウサギの耳を付けたショートカットの赤い髪の女の子。2P側は青色の髪になる。
全作共通でウサ耳の他に、衣装にバニーのしっぽがついている。
PS版パカ1の説明書でのアドバイスや、パカSPのインストカードおよびPS版の表紙を飾っていることから中心的なキャラクターの位置づけである。
パカ1・2ではメロディーラインかそれに近いパートを、パカSPではメロディーのみ。
パカ1ではミルカの方が初級が多い為に中級に回ることが多かったが、パカ2以降はほとんどの曲で最も簡単なパートとなっている。
上級は全作品通して3曲しかないが、それ以外でも厄介な譜面配置（Sunなど）が少なからず存在する。
プロフィールでは「趣味：ピアノ」となっているが、作品中でピアノパートを演じることがない。
プロデュースの「遊べるDVDシリーズ DVD深層心理」のパッケージに採用されていた。しかし正式リリース前にプロデュース社が業務停止に陥ったため、日の目を見ることは無かった（当時の雑誌広告・パンフレットのみで掲載された）。
- ミルカ（担当パート：ピアノ、シンセサイザー、キーボード、まれにギター）

サングラスを頭にかけたミニスカートの女の子。
インストカードやPS版パカ1の説明書では「パンチラ」がシンボルとされている。
1P側が茶髪、2P側が金髪になる（後述のマリカも同様）が、パカ1のみ入れ替わっている。
多彩なパートを演じているため、難度は初級から上級まで様々。アーケード版パカ1では6曲中5曲が初級となっている。
- コーク（担当パート：メインはギター、ベース。たまにシンセサイザー、キーボード）

ヘッドホンを身に着けた、半ズボンに青いとげとげ髪の男の子。2P側は金髪になる。
パカ2では、ランキング画面で背景に一人だけ彼を模したマークが登場したり、PS版販促キャンペーンでのカードCDの絵柄になるなど、優遇されている。
ギターはアコースティックからエレキまで、色々ある。
難度は中級クラスから上級が多い。まれに初級もある。
- ゲロッパ（担当パート：ドラム）

アフロヘアーのロボット。
難度はこの4人の中では高めで上級が多く、中級が若干。パカSPのハードモードにのみ初級も存在する。
手はC字状のパーツになっているが、パカ1で使用されている一部のイラストのみ5本指になっている。
以上の4人がメインだが、パカ2以降は俗に裏キャラクターといわれる4人が登場し、彼らが演じるパートは大体、上級者向けである。パカ2ではただ譜面を裏返し（左右逆、すなわち黄色と緑が入れ替わり、赤と青が入れ替わる）にしただけのミラー譜面となっている曲もある。パカSPではミラーが無くなり、裏キャラクターにも初級パートができた（ただし1人のみ）。
裏キャラクターは基板に電源投入後2週間経過するとランダムにどれかの曲に現れる。順番はレギュラー6曲が先で、6曲すべてに登場すると隠し曲3曲にランダムに登場する。プレイステーション版では表キャラクターを全て完奏（クリア 協力モードなどでも可）した曲に登場する。裏キャラクターのキャラ大会は全ての曲に登場してからでなければ遊ぶことができない。
なお、裏キャラクターにはボイスの設定がないのでゲーム中では言葉を発しない。公開されたプロフィールも表キャラクターに比べると簡素なものになっている。
- セリカ

インディアン風の羽根飾りを付けた女の子（ただし、本当のインディアンではない）で、プリカの上位キャラクター。
1P・2Pで変化するのは衣装の色だけで、髪の色は変化がない。
一部の曲（Nathasia'99、Lips XTC Remixなど）を除いて、プリカの譜面を若干難しくした程度か、ほとんどレベルに差違はない譜面が多い。
パカSPにおいて裏キャラクターで初にしてただ1人初級を有しており、なおかつ同作品内でも唯一初級と超上級を兼ね備えている。これによって全キャラクターで唯一、初級・中級・上級・超上級からミラー（パカ2のみ）に至るまで全ての難易度表記が揃うこととなり、ミルカ以上に幅広いプレイヤー層に対応している。
資料集によると、元々羽系の衣装をイメージしていたのでパカSPでの衣装変更の際にはド派手なサンバ系の構想もあったという。
- マリカ

チャイナドレスを着たお団子頭の女の子で、ミルカの上位キャラクター。
全作品通して初級が存在せず、中級クラスの譜面が若干、上級が多め。一部の曲では驚異的な難度を誇る超上級がある。
反面、アーケード版隠し曲には超上級が存在しなかったり、曲によって超上級よりも難しい上級になっているなど、他の裏キャラクターとは異質な存在。
程よい難易度の譜面も複数存在するので（Escape Remix、JETなど）上級者へのレベルアップに向いている。
- ファンタ

目が隠れる程大きな帽子を被った男の子で、コークの上位キャラクター。
全作品通して上級・超上級が多く、中級クラスの譜面が僅かにある。初級は存在しない。
曲によって差異はあるが、このキャラクターを選ぶにはある程度の慣れが必要。
- ゲロッパZ

モヒカンヘアーのロボットで、ゲロッパの上位キャラクター。
担当者によると「裏キャラ4人を作る時、時間がないのを理由にゲロッパをモヒカンにされただけ」だという。
上級・超上級しかなく、チップが多いので得点が稼げる反面、曲中の最も難度が高いパートを担当することがほとんどなので選ぶにはそれなりの腕前が必要。

## 収録されている楽曲
<>内は曲ジャンル、（　）内はゲーム中で紹介される作曲者名。
これらの楽曲は全て有限会社ツーファイブより発売されたサントラCDに、作品ごとにそれぞれ収録されている。
「○%以上でクリア」と記載のあるものは、既定の数値の%でCPUに勝利（またはクリア）すればよい。曲・パートは問わない。
全般的に各曲の演奏時間（スペシャルまたはマニアックモード）はおよそ3分弱と、一般的な音楽ゲームの収録曲よりも長めになっているのが特徴である。

### パカパカパッション
- Cool Dancing <70's Disco>（Teruo Konishi）難易度：♪♪

練習、スタンダードで最初に登場する曲。デモ画面の操作説明でもこの曲が使われている。AMショー・ロケテストでは「Shadow Dance」という曲名だった。
初心者向けに位置付けられているが、BPMが低いことが逆に災いし、裏拍も多いのでPerfectが取りにくい。
- Escape <Pop Drop Out Rock>（Teruo Konishi）難易度：♪♪

素直で美しいメロディと譜面配置で攻略しやすく、人気のある曲。AMショー・ロケテストでは「BIG WAVE」という曲名だった。
初級のミルカはかなりチップ数が少ない為、1つのミスで％に大きく影響する。
サントラで聞ける曲よりも、ゲーム中で演奏する尺はやや短くなっている。
- Sun-J99Mix <Jazz Groove>（Takayuki Aihara） 難易度：♪

全体的にゆったりとした曲で、ミルカ・コーク・ゲロッパはチップ数が比較的少なく簡単。
中級と評されたプリカのみ、後の作品の超上級に匹敵するほど難しい箇所が含まれている。そのためシリーズ通してプリカが最難関という珍しい曲。
この曲は途中で背景にキャラクターがアップになって映し出される演出がある。
原曲「Sun」は、相原隆行が参加していたインディーズレーベル「TROUBADOR RECORD」より発行されたCD「Great Wall」に収録。
- Lips XTC <Human Dance>（Teruo Konishi）難易度：♪♪

スペシャル2曲目、または対戦でのみ登場。
アーケード版はチップが少し抜けているため、コークなどは裏打ちになって叩きにくい部分もある。
キーボードのプリカがメロディーラインに相当する。
この曲もEscape同様、サントラで聞ける曲よりもゲーム中で演奏する尺はやや短くなっている。
- Blue Noise <Rave More First Techno>（Teruo Konishi）難易度：♪♪♪

スペシャル3曲目、または対戦でのみ登場。この曲で77%以上取って勝つと次のステージに進める。
初級が2つある（パカ1では唯一）が、BPMが速くどのパートもそれなりに難しい。
セガ・インタラクティブより2015年7月16日にリリースされた音楽ゲーム「CHUNITHM」に収録されている（後述）。
- XL Techno <Acoustic Rave Techno>（Hidetoshi Fukumori）難易度：♪♪♪

アーケード版パカ1の最難関曲。初級もあるものの、どのパートも難度が高くなっている。特に難しいのはコーク、次いでゲロッパ。
前述のようにBlue Noiseを77%以上でクリアする他に、対戦モードの選択画面でコマンド入力することでも選ぶことが出来る。
セガ・インタラクティブの音楽ゲーム「CHUNITHM」において、2016年2月4日のバージョンアップ後（チュウニズムプラス）の筐体に追加曲として収録された。なおチュウニズム版では「XL TECHNO」と全て大文字で曲名表記されている。
- Low Visibility <Alternative Techno>（Alulu-kan）

スタッフロールで流れる曲で、演奏は出来ない。ゲーム内で流れるのは曲の半分ほどで、実際の尺は5分を超える長い曲（サントラより）。

### パカパカパッション2
- Quender Oui <Crossover pop>（Yoshiharu Ohta）難易度：♪♪　BPM：126

最初の3曲の中では一番癖が少ない。シリーズを通してパート選択画面で唯一コーク及びファンタが一番左にいる。
ファンタは超上級と表記されているが実質コーク（中級）と相違なく、文字通り超上級なのはマリカ、ゲロッパZである。
メロディーラインに充当するパートはギターとなっている。
サントラで聞ける曲よりも、ゲーム中で演奏する尺はやや短くなっている。
- NO!gen-AK <House classics>（Yoshiharu Ohta）難易度：♪♪♪　BPM：127

メロディーラインのつかみどころのない曲で、どのパートも癖がある。特にゲロッパZは難しい。
- Subconscious Asian Soul <Ethnic pops>（Satoshi"DAA"Takata）難易度：♪♪♪　BPM：104

BPMが104と、数値表示されている曲の中ではもっとも遅く、パカ1を含めた全体と比べてもかなり遅い。
遅すぎて難しいため、好き嫌いや得手不得手が顕著に表れる。
なお、作曲者のサイトで公開されていた原曲は3拍子であった。曲中にもそれをうかがわせる部分が存在する。
- Navigator <J-D>（Mitsuhiro Arisaka）難易度：♪♪　BPM：138

同じフレーズを4回繰り返すので攻略しやすく、ヒドゥンモードにも適した曲。
超上級は2つあるがそれほど難易度は高くない。ノーマルモードでは2曲目で登場する。
- Mask of Guilty <J-Euro>（RYO）難易度：♪♪　BPM：128

メロディーに当たるキーボード以外は変則的な譜面で、嫌らしい裏打ちが多い。ファンタ、ゲロッパZが難しい。
アーケード版ではミルカ、マリカが実際のパーフェクト率より3%ほど低いパーフェクト率が表示されるバグがある。
この曲のみプリカとミルカの衣装が水着姿になる。
- Nathasia '99 <hard core>（Takayuki Aihara） 難易度：♪♪♪　BPM：130

シンセサイザーで叫び声にも似たボイスを鳴らすなど、シリーズ通してかなり独特な曲。セリカ、ゲロッパZが難関。
また、ミラー譜面であるマリカとファンタは、アーケード版では実際のパーフェクト率より10%以上低くパーフェクト率が表示されるバグがあるため、3曲目を出すのが極めて困難。
Quender Oui同様、サントラで聞ける曲よりもゲーム中で演奏する尺はやや短くなっている。
- Cool Dancing 2 <PACA-House>（Teruo Konishi）難易度：♪♪♪　BPM：136

パカ1のアレンジ曲。ノーマルモード2曲目・ハードモード3曲目を70%以上、マニアックモード2曲目を80%以上でクリアするか、対戦モードの選択画面でコマンド入力で登場。
協力プレイ時は3曲目で1P・2Pどちらかが80%を超えていれば選択可能。
裏キャラクターは全てミラー譜面。ミルカ（マリカ）、ゲロッパ（ゲロッパZ）が難しい。
どのパートも最後にチップがかなり詰まっているため、後述の2曲よりクリアが困難である。
この曲もQuender Oui同様、サントラで聞ける曲よりもゲーム中で演奏する尺はやや短くなっている。
- PRIVATE SERVICE <V.G.M>（Takayuki Aihara） 難易度：♪♪♪♪　BPM：160

マニアックモード2曲目を84%以上でクリアするか、対戦モードの選択画面でコマンド入力で登場。
協力プレイ時はマニアックモードのみ3曲目で1P・2Pどちらかが84%を超えていれば選択可能。
この曲はマニアックコースの譜面のみ存在し、ハードモードに対応する譜面は存在しない。
BPMが160と速く、裏キャラクターは全てミラー譜面。しかしゲロッパZはゲロッパよりチップが1つ増えている。
ゲロッパ（ゲロッパZ）が難しい。メロディーのチップ数が少ない為、プリカ（セリカ）では％が高くてもCPUに負けてしまうこともある。
原曲「Stage 4」は、相原隆行が参加していたインディーズレーベル「TROUBADOR RECORD」より発行されたCD「GameOver」に収録。
後にリリースされたパカSPのインストラクションカードにて「PRIVATE SERVICEの意味は『護衛機』」という記載がある。
セガ・インタラクティブの音楽ゲーム「CHUNITHM」において、2016年8月25日から稼働開始したバージョンアップ版（AIR）に収録。
- Blue Noise 2 <PACA-Euro>（Teruo Konishi）難易度：♪♪♪♪　BPM：150

パカ1のアレンジ曲。マニアックモード2曲目を88%以上でクリアするか、対戦モードの選択画面でコマンド入力で登場。
協力プレイ時はマニアックモードのみ3曲目で1P・2Pどちらかが88%を超えていれば選択可能。
PRIVATE SERVICE同様マニアックモードのみの曲で、ハードモードに対応する譜面は存在しない。
裏キャラクターは全てミラー譜面。ミルカ（マリカ）、ゲロッパ（ゲロッパZ）が難しい。
- Miss Good Night（Alulu-kan）

スタッフロールで流れる曲。演奏は出来ない。この曲は後述のパカパカパッションSpecialでも同じものが使われている。
Low Visibilityと同様に、ゲーム内で流れるのは曲の半分ほどで実際の尺はもっと長い。

### パカパカパッションSpecial
※このバージョンはリミックス曲が多い為、作曲者と別にアレンジャーがいる場合は右側に記す。
- Burn on to Karie <APPLE&HONEY-HOUSE>（Yoshiharu Ohta）難易度：♪♪♪　BPM：125

エスニック風のオリジナル曲。16回Perfectを続けると処理落ちが発生するため、天井スコアを叩き出すことはほぼ不可能であり、100%でさえも困難。
超上級はマリカ、ゲロッパZで、特にマリカは途中数カ所に1 - 2小節をチップが埋め尽くす複雑な配置が組み込まれており、パカSP全パート屈指の難関である。
また、この曲のみプリカとミルカの衣装が従来のものと違うものになる。
- Navigator A.H.P.Remix <fire need ×2>（Mitsuhiro Arisaka/Teruo Konishi）難易度：♪♪　BPM：134

パカ2のリミックス版で、原曲よりもテンポが遅くなっている。
超上級は2つあるが、上級と表記されたパート（マリカ）が最も難しいという、珍しい曲。
標準設定でもCPUがSTOPしやすいため、ストップしたパートによっては演奏がやりにくくなる。
- FLOATED CALM Miss Mix <fire need ×1>（Daisuke minamizawa/Teruo Konishi）難易度：♪♪　BPM：127

PS版パカ1のリミックス版。原曲よりも曲の長さが調整され、短くなっている。また、原曲のパカ1説明書での表記と異なりインストラクションカードでは曲名部分が全て大文字表記になっている。
この曲で唯一の超上級であるファンタは複雑な配置が大半を占める超難関譜面で、パカSP全パート屈指の難易度。
背景のモニター画面にプリカ・ミルカが表示されるが、PS版ではその時に使っているキャラクターが表示される。
この曲はPS版パカ2にも収録されている。
- ESCAPE Try Now Remix <Euro-Techno>（Teruo Konishi）難易度：♪♪　BPM：136

パカ1のリミックス版。
初級が存在せず、メロディーですら難易度が原曲よりも高めになっており、超上級のファンタ、ゲロッパZが難しい。
この曲はPS版パカ2にも収録されている。
- in a merry mood hot midnight special remix <HOPPING SKA>（Hidetoshi Fukumori）難易度：♪♪♪♪　BPM：130

PS版パカ1のリミックス版。
初級が存在せず、裏キャラクターは全て超上級となっている。どのパートも難度が高めになっている。
全シリーズで唯一、難度が低いとされるプリカが上級で、ドラムのゲロッパが中級になっている。
この曲もNavigator A.H.P Remix同様、CPUがSTOPしやすい。
PS版パカ1の説明書表記では「In A Merry Mood」だったが、本曲では「in a merry mood」になっている。誤植かどうかは不明。
- JET <Super Euro>（Mitsuhiro Arisaka）難易度：♪♪♪　BPM：158

オリジナル曲。BPMは158（表記上　実際はそれよりも速い）と速いものの、それほど難しい曲ではない。
パカSPの収録曲では唯一超上級が存在せず、マニアックコース2曲目で選べる全パートで唯一の初級（ミルカ）がある。さらにハードモードではゲロッパも初級になる。
アーケード版ではゲロッパZは実際のパーフェクト率より7%程度低くパーフェクト率が表示され、対戦または協力で1P・2Pともにゲロッパを選ぶと譜面が正しく分割されず（ドラムとは関係ない場所にチップが現れる個所もある）片方のプレイヤーだけがパーフェクト率の表示が低くなるバグがある。
最後の1小節は全パートに同じ間隔でチップ3枚（色は違う）が存在する。これは全作品の収録曲通してこの曲にしかないパターンである。
セガ・インタラクティブより2015年7月16日にリリースされた音楽ゲーム「CHUNITHM」に収録されている（後述）。
- Lips XTC Sorist Remix <DANCE CLASSIC>（Hidetoshi Fukumori）難易度：♪♪♪♪　BPM：139

パカ1のリミックス版。ハードモード3曲目かマニアックモード2曲目を70%以上でクリアするか、または対戦モードの曲選択時にコマンド入力で登場。
表キャラクターと裏キャラクターの難度差が大きく、特に超上級のセリカとゲロッパZは後半だけでチップが凄まじく増える。
この曲のセリカはパカSP全パート屈指の難関のひとつで、メロディー系では最強の難易度を誇る。
PS版では極端に音質が下がっている。ハードモードのみ初級パート（コーク）が設定されている。
- XL TECHNO More Dance Remix <Rave Techno>（Hidetoshi Fukumori/Satoshi"DAA"Takata）難易度：♪♪♪♪　BPM：148

パカ1のリミックス版。マニアックモード2曲目を77%以上でクリアするか、対戦モードの曲選択時にコマンド入力で登場。
この曲はパカSPの収録曲で唯一、ハードモードの譜面が存在しない（マニアックモード専用）。
原曲よりもBPMが速く、シンセサイザー（ミルカ・マリカ）以外は表キャラクター・裏キャラクターともに最後の難関に相応しい譜面が多い。
特に超上級のゲロッパZはチップ数が1518とアーケード版では最多で、パカSP全パート最強の難易度を誇る。
セガ・インタラクティブの音楽ゲーム「CHUNITHM」において、2021年11月4日から稼働開始したバージョンアップ版（NEW!!）に収録。
- PRIVATE SERVICE D.9x5 Remix <High Speed Techno>（（Takayuki Aihara） /Satoshi"DAA"Takata）難易度：♪♪♪♪　BPM：160

パカ2のリミックス版。協力モード（ハード・マニアック）またはダブル大会で3曲目を1P・2Pともに60%以上でクリアするか、あるいは対戦モードの曲選択時にコマンド入力で登場する。
PS版のみ、マニアックモード2曲目を84%以上でクリアすると選べるようになる。また、アーケード版・PS版ともに一部のキャラ大会でも出現する。
BPMは原曲と同様で160と速い。ファンタ、ゲロッパZが難しい。なお、パカSPのマニアックモードの隠し曲では唯一初級が存在する。
作曲者本人によると「『DAAが1999年9月9日に制作した』のでD.9×5が正しい表記。0.9×5 Remixとの表記がしばしば見受けられるがこれは間違い」という。

### PlayStation版のオリジナル曲
PS版では、パカ1のみアーケード版の6曲にもMix曲として、チップ配列の異なるバージョンが収録されている。これらのMix曲はオリジナルモードでプレイ可能。
- Flaoted Calm <J-Pop>（Daisuke Minamizawa）難易度：♪♪

PS版パカ1に収録。オリジナルモード2曲目に登場する。
難易度はそれほどでもないが曲自体が4分以上もあるため、演奏時間が全曲中最も長い。
セガ・インタラクティブの音楽ゲーム「CHUNITHM」において、2017年2月9日から稼働開始したバージョンアップ版（AIR PLUS）に収録。「XL TECHNO」と同様に、全て大文字で曲名表記されている。
- In A Merry Mood <M-Pop>（Hidetoshi Fukumori）難易度：♪♪♪

PS版パカ1に収録。オリジナルモード4曲目に登場する。
どのパートも難易度が高めになっている。
- Camel <Latin>（Mitsuhiro Arisaka）難易度：♪

PS版パカ1に収録。オリジナルモードのスタンダードコース5曲目（Sun-J99Mix）を77%以上でクリアすると、隠し曲（6曲目）として登場。
追加曲では最も簡単な部類に入る。
- Key Word <M-Pop>（Makoto Asai）難易度：♪♪♪

PS版パカ1に収録。オリジナルモードスペシャルコース6曲目（XL Techno）を77%以上でクリアすると、隠し曲（7曲目）として登場。
中級のプリカ（ブラス）以外は難しいが、まずこの曲を出すこと自体が難しい。
- FABLED METABOLISM <J-POP>（Daisuke Minamizawa）難易度：♪♪　BPM：148

PS版パカ2に収録。なぜかアーケードモードの4曲目のひとつとして無条件に登場する。
全作品で唯一、ミラーを含めると初級が3パートもある。
超上級ゲロッパZは全シリーズ中最多のチップ数1641で、完奏すら困難。
- Coyote <Folklore Pops>（Satoshi"DAA"Takata）難易度：♪♪♪　BPM：112

PS版パカ2に収録。アーケードモード4曲目として3曲目80%以上のクリアで登場する。
また、キャラ大会の4曲目には必ずこの曲が登場する。
BPMが若干遅め。超上級のマリカ、ゲロッパZが難しい。
PS版パカ2販促キャンペーンでは、この曲の原曲が収録されたカードCDが製作されていた（図柄はコーク）。
さらに本当の原曲にはボーカルもあることが判明している。

## イベント・キャンペーン
- 1999年5月14日に東京・渋谷のClub Asiaでイベント「パカパカパーティー」が開催された。会場前には開場時間前から長い行列ができ、全国からファンが集まる熱気だった。会場ではリリース前のパカ2とPS版パカ1の体験プレイが行われ、ファン感謝イベントとしてパカパカパッションのトーナメント大会が催された。
- アーケード版パカ2のリリースと同時に「パカパカ2 一番搾りキャンペーン」が行われた。これは開発元プロデュースと当時のアーケードゲーム雑誌『ゲーメスト』（現在廃刊）が共同開催したもので、パカ2の隠し曲をマニアックモードでパーフェクト70%以上でクリアしてエンディングで表示されるパスワードをハガキに書いて応募するというもの。先着100名にシリアルナンバー入りのテレホンカードがプレゼントされた。同様のイベントはパカSPでも行われ、こちらはプロデュースとアスキー（『週刊ファミ通』）の共催だった。
- PS用パカ2の販促キャンペーンとして「ぱかぱかフレンドリーシップキャンペーン」が行われた。協賛店の店頭にある体験版PS版パカ2（Quender Ouiのみ収録）をマニアックモードでクリアすると非売品のトレーディングカード（絵柄は6種類）がもらえるというイベントであった。なお、トレーディングカードの包み紙の中に当りの紙が入っていたら非売品のサウンドカードCD（Coyoteの原曲を収録）もプレゼントされた。また、この時は予約特典として携帯ストラップも用意された。

## サウンドトラック
現在サウンドトラックとして以下の物が販売されている。
- Paca Paca Passion Remix Album

アーケード版パカ1のプレイ可能曲+エンディング曲の7曲について、それぞれ原曲とリミックス版を収録。ボーナストラックとして2の楽曲「Quender Oui」が収録されている。PS版での追加曲は収録されていない。
- Paca Paca Passion 2

アーケード版パカ2の楽曲を収録。このCDのみ、収録順序と実際の曲ナンバーが異なる。一部の曲についてはボーカル（歌詞は全て英語）付きのリミックス版も収録されている。PS版での追加曲は収録されていない。
- Paca Paca Passion special

アーケード版パカSPの楽曲やデモ画面・選択画面・ランキング画面などの曲に加えて、PS版パカ1・2での追加楽曲とパカ1のデモ画面・選択画面・ランキング画面の曲を収録。一部の曲については作曲当時のバージョンも収録されている。
ジャケットには初回版と後期版が存在している。初回版は青一色のジャケットにキャラクターのアイコンが敷き詰められたデザインのジャケットだが、後期版は4分割された枠にキャラクターのアイコンが配置されたものとなっている。内容はジャケットデザインの違いのみで、収録内容はどちらも同じである。
- その他、声優によるボーカルトラックも発売されている。
- 2009年12月から、株式会社D4エンタープライズのゲーム音楽配信サービス『EGG MUSIC』にてネット配信されている（1曲105円からの個別購入も可能）

## リズムパッド
PS版パカ1の発売にあわせ、株式会社アスキーより「パカパカパッション専用コントロールパッド」というゲームコントローラが発売された。
ただし、ボタンの部材がアーケード版とは異なるため操作感は同一ではない。
販売数も多くなかったためか現在では入手が難しい。
　

## 他の音楽ゲームへの楽曲の収録
パカパカパッションスペシャルのリリース後も、長らく本作の楽曲が他の音楽ゲームに採用されることは無かった。
しかし2014年になって、セガ・インタラクティブより2015年にリリースされた音楽ゲーム『チュウニズム（CHUNITHM）』において、「Blue Noise」の収録が明らかになった。パカパカパッションの楽曲が他社の音楽ゲームに収録されるのは史上初となる。
正式稼働日を公式サイトが発表した際に、「JET」も収録されることが決定。そして2015年7月16日、『チュウニズム』が正式に稼働開始した。

2016年2月4日、バージョンアップ版『CHUNITHM PLUS』より、「XL TECHNO」が収録されている。収録については稼働の3日前にチュウニズム公式ツイッターより発表された。

2016年8月25日、バージョンアップ版『CHUNITHM AIR』より、「PRIVATE SERVICE」が収録されている。この収録についても稼働の3日前にチュウニズム公式ツイッターより発表された。

2017年2月9日、バージョンアップ版『CHUNITHM AIR PLUS』より、「FLOATED CALM」が収録されている。この収録については稼働前日にチュウニズム公式ツイッターより発表された。プレイステーション版にのみ収録された本作の曲がアーケードゲームで流れるのは初であり、プレイステーション版の販売開始からおよそ18年越しの移植となった。

2021年11月4日、バージョンアップ版『CHUNITHM NEW!!』より、「XL TECHNO -More Dance Remix-」が収録されている。この収録については稼働前日にゲキチュウマイ生放送およびチュウニズム公式ツイッターより発表された。本作では原曲とリミックス版が1作品に収録されたことがないため、登場時から21年越しで実現した。また、この日より「JET」にはMASTERよりも難易度の高い「ULTIMA」譜面が実装された。

2023年12月14日、バージョンアップ版『CHUNITHM LUMINOUS』より、「PRIVATE SERVICE」に「ULTIMA」譜面が実装された。この曲では原作の演奏開始前の「READY」「GO」の文字や、4色ボタン2人分（＋スタートボタン）をイメージしたライン演出が登場するなど、より本作を意識した譜面演出となっている。

6曲とも本作収録時よりも演奏時間が短めに調整されており、EXPERT及びMASTER（最難関コース）では本作譜面の引用を多く取り入れたメドレー形式となっている。また、BPMについては、「Blue Noise」は150、「JET」は本作と異なり164、「XL TECHNO」と「FLOATED CALM」は130、「PRIVATE SERVICE」は本作と同じく160、「XL TECHNO -More Dance Remix-」は本作よりも多い150と表記されている。なお、全曲とも「VARIETY」カテゴリでの収録となっている。

アイミーカードまたはバナパスポートカードを利用して以下の条件を達成すると、特別な称号を獲得できる。
| 称号名         | 称号レアリティ | 対応楽曲                     | 達成条件                    | 備考 |
| -------------- | -------------- | ---------------------------- | --------------------------- | --- |
| パカラー       | ゴールド       | Blue Noise JET               | EXPERT譜面をALL JUSTICE達成 | 1回のクレジット内で達成する必要はない。EXPERT指定の為、他の難易度では不可。                                                         |
| パカリスト     | ゴールド       | XL TECHNO PRIVATE SERVICE    | EXPERT譜面をALL JUSTICE達成 | 上に同じ |
| 1回100円       | プラチナ       | JET                          | ULTIMA譜面をランクSSS達成   | プレイするにはEXPERT・MASTER譜面のいずれかをランクS以上でクリアして解禁、またはゲーム内通貨で購入する「ULTIMA体験チケット」が必要。 |
| ゲロッパZ      | シルバー       | XL TECHNO -More Dance Remix- | EXPERT譜面をFULL COMBO達成  | EXPERT指定の為、他の難易度では不可。                                                                                                |
| 実はBPM 159.95 | プラチナ       | PRIVATE SERVICE              | ULTIMA譜面をランクSSS達成   | プレイするにはEXPERT・MASTER譜面のいずれかをランクS以上でクリアして解禁、またはゲーム内通貨で購入する「ULTIMA体験チケット」が必要。 |

## その他
- 開発時は「パーカッションを叩く感覚で楽しめる音ゲーを作ろう」ということがコンセプトであった。当初、プロデュース社の社長は「パーカッション・パニック」略して「パーパニ」という名前にしたかったという。最終的には社内公募によって選ばれた「パカパカパッション」に決定された[18]。
- ロケテスト版のパカパカパッション（パカ1）は、チップにボタン位置を示す印が無いうえに、あまりにも難しい譜面が多かったために製品版では大幅な修正が加えられた。ロケテスト当時の音はROMに残っているので、チップの無いところでボタンを押すとその音が鳴るようになっている（XL Technoゲロッパなど）。これらの譜面はPS版に隠し要素（フルチップモード）として収録されていて、コマンド入力によって該当する譜面をロケテスト当時の譜面にすることができる。チュウニズム収録版のBlue Noise、XL TECHNOでは、従来の譜面に加えてこれらの譜面を引用した箇所がある。
- 開発元プロデュースの公式サイトには、本作のファンサイト（個人サイト）へのリンクが数多く用意されていた[19]。ゲームメーカーの公式サイトから個人のファンサイトへ向けてのリンクを設置することは当時としては珍しかった。後年リリースされたパカSPのインストカードの背景文字には、当時存在したファンサイトの一部の名前が記されている。
- 元々基板と専用パネルだけで稼働できるということから自由度が高く、店舗によっては外付け大型スピーカー、ウーハー、ヘッドホンなどを備えた筐体で稼働させている。最新作でも1999年と古いゲームではあるが、同年代のビデオゲームと比べても現在における稼働率は高い方である。
- 通常のビデオゲーム筐体（サイバーリード、ブラストシティ、ニューアストロシティなど）の他、設置に際し工夫を見せた店舗も少なからず存在した。前述の外付けスピーカーや、専用パネルが対応していない筐体（コンソレットなど）においてクイズゲームコンパネ（一般的なボタンを1P・2Pそれぞれ4つ並べた）で稼働させたケースがあり、『ビートマニア』（五鍵）、『ポップンミュージック』、『VJ』など他のメーカーの音楽ゲーム大型筐体をボタン・パネル部分を改造した上での稼働させた店舗もあった。『ビシバシチャンプ』、『電車でGO!』、『バーチャロン』の筐体などまったく異なるジャンルの大型ゲーム筐体に専用ボタンを取り付けて稼働された例も過去に確認されている。
- 2000年6月にプロデュース社により特許が出願されている[20]が、審査請求がなされずにみなし取下状態である。
- 開発元プロデュースは、2015年2月4日に東京地方裁判所において破産手続きの開始決定を受けている[21]。